# Tassadit Aïssou
Tassadit Aïssou (ur. 19 czerwca 1989 w Algierii) – algierska siatkarka, gra jako środkowa.
Obecnie występuje w drużynie ASW Bejaia.